# Argyrodes mellissi
Argyrodes mellissi là một loài nhện trong họ Theridiidae.
Loài này thuộc chi Argyrodes. Argyrodes mellissi được Octavius Pickard-Cambridge miêu tả năm 1869.